# Commandant en chef de l'armée de l'air russe
Le commandant en chef de l'armée de l'air russe (russe : Главнокомандующий ВВС) est l'autorité de commandement en chef de l'armée de l'air russe. Il est nommé par le président de la Russie. Le poste remonte à la révolution russe de 1917.

## Liste des commandants

### Chef du service aérien de la république de Russie
| # | Portrait | Nom                                              | Début et fin de mandat | Début et fin de mandat | Durée du mandat |
| - | -------- | ------------------------------------------------ | ---------------------- | ---------------------- | --------------- |
| 1 |          | Major général Viatcheslav Tkatchiov (1885–1965)  | 9 juin 1917            | 19 novembre 1917       | 5 mois          |
| 2 |          | Lieutenant colonel Sergueï Oulianine (1871–1921) | 19 novembre 1917       | Mars 1918              | 3 mois          |

### Chef de l'armée de l'air de l'armée rouge
| #  | Portrait | Nom                                                          | Début et fin de mandat | Début et fin de mandat | Durée du mandat |
| -- | -------- | ------------------------------------------------------------ | ---------------------- | ---------------------- | --------------- |
| 1  |          | Colonel Mikhaïl Solovov (ru) (1879–1941)                     | Mars 1918              | 1er août 1918          | 5 mois          |
| 2  |          | Colonel Alexandre Vorotnikov (ru) (1878–1940)                | 1er août 1918          | 13 juin 1919           | 10 mois         |
| 3  |          | Colonel Konstantine Akachev (en) (1888–1931)                 | Mars 1920              | Février 1921           | 11 mois         |
| 4  |          | Colonel Andreï Sergeïev (en) (1893–1933)                     | Février 1921           | Octobre 1922           | 1 an, 8 mois    |
| 5  |          | Colonel Andreï Znamenski (ru) (1887–1943)                    | Octobre 1922           | Juillet 1923           | 9 mois          |
| 6  |          | Colonel Arkady Rosengolts (1889–1938)                        | Juillet 1923           | Décembre 1924          | 1 an, 5 mois    |
| 7  |          | Colonel Piotr Baranov (en) (1892–1933)                       | Décembre 1924          | Juin 1931              | 6 ans, 6 mois   |
| 8  |          | Komandarm de 1re classe Yakov Alksnis (1897–1938)            | Juin 1931              | 23 novembre 1937       | 6 ans, 5 mois   |
| 9  |          | Aleksandr Loktionov (1893–1941)                              | 23 novembre 1937       | 19 novembre 1939       | 1 an, 11 mois   |
| 10 |          | Lieutenant général Iakov Smouchkevitch (1902–1941)           | 19 novembre 1939       | Août 1940              | 8 mois          |
| 11 |          | Lieutenant général Pavel Ritchagov (1911–1941)               | Août 1940              | 24 juin 1941           | 10 mois         |
| 12 |          | Colonel général Pavel Zhigarev (en) (1900–1963)              | 24 juin 1941           | 11 avril 1942          | 9 mois          |
| 13 |          | Maréchal en chef de l'aviation Alexandre Novikov (1900–1976) | 11 avril 1942          | 22 avril 1946          | 4 ans           |

### Commandant en chef de l'armée de l'air soviétique
| # | Portrait | Nom                                                                    | Début et fin de mandat | Début et fin de mandat | Durée du mandat |
| - | -------- | ---------------------------------------------------------------------- | ---------------------- | ---------------------- | --------------- |
| 1 |          | Maréchal de l'aviation Konstantine Verchinine (en) (1900–1973)         | 1946                   | Septembre 1949         | 2-3 ans         |
| 2 |          | Maréchal en chef de l'aviation Pavel Zhigarev (en) (1900–1963)         | 1949                   | 1957                   | 7-8 ans         |
| 3 |          | Maréchal en chef de l'aviation Konstantine Verchinine (en) (1900–1973) | 1957                   | 1969                   | 11-12 ans       |
| 4 |          | Maréchal en chef de l'aviation Pavel Koutakhov (en) (1914–1984)        | Mars 1969              | 3 décembre 1984        | 15 ans          |
| 5 |          | Maréchal de l'aviation Aleksandr Iefimov (1923–2012)                   | 3 décembre 1984        | Juillet 1990           | 5 ans           |
| 6 |          | Colonel général Evgueni Chapochnikov (1942–2020)                       | Juillet 1990           | Août 1991              | 1 an            |

### Commandant en chef de l'armée de l'air de la Communauté des États indépendants
| # | Portrait | Nom                                              | Début et fin de mandat | Début et fin de mandat | Durée du mandat |
| - | -------- | ------------------------------------------------ | ---------------------- | ---------------------- | --------------- |
| 1 |          | Colonel général Piotr Deïnekine (en) (1937–2017) | 25 août 1991           | 19 août 1992           | 232 jours       |

### Commandant en chef de l'armée de l'air russe
| # | Portrait | Nom                                                | Début et fin de mandat | Début et fin de mandat | Durée du mandat  |
| - | -------- | -------------------------------------------------- | ---------------------- | ---------------------- | ---------------- |
| 1 |          | Colonel général Piotr Deïnekine (en) (1937–2017)   | 19 août 1992           | 22 janvier 1998        | 5 ans, 156 jours |
| 2 |          | Général d'armée Anatoli Kornoukov (en) (1942–2014) | 22 janvier 1998        | 21 janvier 2002        | 3 ans, 364 jours |
| 3 |          | Général d'armée Vladimir Mikhaïlov (en) (1943–)    | 21 janvier 2002        | 9 mai 2007             | 5 ans, 108 jours |
| 4 |          | Colonel général Alexandre Zeline (en) (1953–)      | 9 mai 2007             | 27 avril 2012          | 4 ans, 354 jours |
| 5 |          | Colonel général Viktor Bondarev (1959–)            | 6 mai 2012             | 1er août 2015          | 3 ans, 87 jours  |

### Commandant de l'armée de l'air - Commandant en chef adjoint des forces aérospatiales
| # | Portrait | Nom                                            | Début et fin de mandat | Début et fin de mandat | Durée du mandat |
| - | -------- | ---------------------------------------------- | ---------------------- | ---------------------- | --------------- |
| 1 |          | Lieutenant général Andreï Ioudine (ru) (1962–) | 1er août 2015          | Juillet 2019           | 3 ans, 11 mois  |
| 2 |          | Lieutenant général Sergueï Dronov (1962–)      | Juillet 2019           | 24 juillet 2024        | 5 ans           |
| 3 |          | Lieutenant général Sergueï Kobylach (1965-)    | 24 juillet 2024        | en cours               | 10 mois         |